# Тутеволь, Клавдия Александровна
Кла́вдия Алекса́ндровна Тутево́ль (1917, Борзна, Черниговская губерния — 1990, Москва) — советский художник-монументалист, живописец, профессор МГХИ им. Сурикова, Заслуженный художник РСФСР (1975).

## Биография
Клавдия Александровна Тутеволь родилась 23 октября 1917 году в городе Борзна, Черниговской губернии.
В 1938 году закончила Иркутское областное художественное училище изобразительных искусств. Её дипломной работой стал горельеф на здании по улице Канадзавы (Канадзава — город-побратим Иркутска), дом 3. Эта работа была отмечена приехавшими в тот год столичными преподавателями, которые пригласили её в Москву для продолжения образования.
В 1938 году Клавдия Тутеволь поступила в МГХИ имени Сурикова. Война помешала завершить обучение в срок, так как институт был эвакуирован в Ташкент. В 1948 году Клавдия Александровна с отличием закончила МГХИ, где обучалась у А. В. Лентулова и Н. П. Ульянова а также у А. А. Дейнеки. В этом же году она становится членом Союза художников СССР.
С 1948 года К. Тутеволь работает в качестве художника-монументалиста в художественных экспертных мастерских строительства Дворца Советов. Далее она посвящает себя преимущественно декоративно-монументальному искусству и постоянно работает в Московском Комбинате декоративно-оформительского искусства (КДОИ).
С 1952 года К. А. Тутеволь — член правления МОСХ.
С 1965 по 1967 год преподаёт рисунок в Строгановском училище.
С 1967 года работает в МГХИ имени Сурикова в качестве профессора и руководителя мастерской монументальной живописи.
С 1972 года — член закупочной комиссии Союза художников СССР.
В 1975 году решением Президиума Верховного Совета РСФСР К. А. Тутеволь присвоено звание «Заслуженный художник РСФСР».
Скончалась 5 января 1990 года в Москве.

## Известные ученики
- Абзгильдин, Абрек Амирович
- Лубенников, Иван Леонидович
- Селищев, Михаил Александрович
- Харлов, Виктор Георгиевич
- Чаругин, Николай Петрович

## Известные работы
- Плафон зрительного зала Театра оперы и балета имени Т. Шевченко в Киеве.
- Плафон зрительного зала Театра оперы и балета имени Абая в Алма-Ате.
- Плафон зрительного зала Дворца культуры горняков в Караганде.
- Мозаика на здании Института физкультуры в Москве[5].

Живописные и графические работы Клавдии Александровны находятся в частных коллекциях в России, Англии, Франции, Германии, Италии, Финляндии и США.